# Championnat de Gambie de football 2017-2018
Navigation
Édition précédente Édition suivante
La saison 2017-2018 du Championnat de Gambie de football est la cinquantième édition de la GFA League First Division, le championnat national de première division en Gambie. Les douze équipes engagées sont regroupées au sein d'une poule unique où elles affrontent deux fois leurs adversaires, à domicile et à l'extérieur. En fin de saison, pour permettre l'extension du championnat à quatorze équipes, les deux derniers du classement sont relégués et remplacés par les quatre meilleurs clubs de deuxième division.
C'est le club de Gamtel FC qui remporte la compétition cette saison après avoir terminé en tête du classement, avec cinq points d'avance sur le Real de Banjul et onze sur Brikama United. C'est le second titre de champion de Gambie de l'histoire du club après celui remporté en 2015.

## Participants
- Steve Biko FC
- Banjul United
- Real de Banjul
- Marimoo FC - Promu de D2
- Hawks FC
- Bombada United
- Tallinding United - Promu de D2
- Brikama United
- Armed Forces FC
- Fortune FC
- Gambia Ports Authority
- Gamtel FC

## Compétition

### Classement
Le classement est établi sur le barème de points suivant : victoire à 3 points, match nul à 1, défaite à 0.
| Rang | Équipe                 | Pts | J  | G  | N  | P  | Bp | Bc | Diff |
| ---- | ---------------------- | --- | -- | -- | -- | -- | -- | -- | ---- |
| 1    | Gamtel FC              | 47  | 22 | 13 | 8  | 1  | 30 | 11 | +19  |
| 2    | Real de Banjul         | 42  | 22 | 13 | 3  | 6  | 26 | 15 | +11  |
| 3    | Brikama United         | 36  | 22 | 9  | 9  | 4  | 23 | 16 | +7   |
| 4    | Gambia Ports Authority | 32  | 22 | 8  | 8  | 6  | 17 | 14 | +3   |
| 5    | Fortune FCP            | 31  | 22 | 7  | 10 | 5  | 22 | 17 | +5   |
| 6    | Armed Forces FCT C     | 31  | 22 | 7  | 10 | 5  | 20 | 16 | +4   |
| 7    | Banjul UnitedP         | 26  | 22 | 6  | 8  | 8  | 18 | 23 | -5   |
| 8    | Tallinding United      | 24  | 22 | 5  | 9  | 8  | 20 | 24 | -4   |
| 9    | Hawks FC               | 24  | 22 | 5  | 9  | 8  | 19 | 24 | -5   |
| 10   | Marimoo FC             | 23  | 22 | 4  | 11 | 7  | 14 | 18 | -4   |
| 11   | Steve Biko FC          | 15  | 22 | 1  | 12 | 9  | 9  | 20 | -11  |
| 12   | Bombada United         | 13  | 22 | 2  | 7  | 13 | 19 | 39 | -20  |

|  | Qualification pour la Ligue des champions de la CAF 2018-2019                          |
|  | Qualification pour la Coupe de la confédération 2018-2019                              |
|  | Relégation directe en deuxième division                                                |
|  | T : Tenant du titre C : Vainqueur de la Coupe de Gambie P : Promu de deuxième division |

## Bilan de la saison
| Championnat de Gambie de football 2017-2018 |                      |
| Champion                                    | Gamtel FC (2e titre) |
| Coupes et trophées                          |                      |
| Vainqueur de la Coupe de Gambie 2017-2018   | Armed Forces FC      |
| Qualifications continentales                |                      |
| Ligue des champions de la CAF 2018-2019     | Gamtel FC            |
| Coupe de la confédération 2018-2019         | Armed Forces FC      |
| Promotions et relégations                   |                      |
| Promus en First Division                    | Samger FC            |
| Promus en First Division                    | Wallidan FC          |
| Promus en First Division                    | BK Milan FC          |
| Promus en First Division                    | PSV Wellingara       |
| Relégués en Second Division                 | Steve Biko FC        |
| Relégués en Second Division                 | Bombada United       |